# MOTHER (MINMIのアルバム)
『MOTHER』（マザー）は、MINMIの4枚目のアルバム。2010年7月7日発売。

## 解説
- オリジナルアルバムとしては『Natural』以来4年ぶりとなる。
- 初回限定盤A・B、通常盤の3形態で発売され、初回限定盤AにはMINMIの立ち上げたブランド「blanco」とのコラボレーション・スペシャル・タオルが付いており、Bにはドキュメンタリーとミュージックビデオを収録したDVDが付いている。

## 収録曲
1. アベマリア
  - 10thシングル。
2. ハイビスカス
  - 12thシングル。
3. 星のラブレター feat. PETER MAN
  - THE BOOMのトリビュート・アルバム『BOOMANIA〜THE BOOM SPECIAL BEST COVERS〜』に収録されたカバー。
4. マカナ
5. 初夢
6. MOTHER
7. アヌグル
8. KYON-C feat. MC漢 from MSC
9. 平成の乙女 feat. KENTY-GROSS
10. ハリー&マヒル
11. キセキ
  - てるてるいのちの企画で作詞・作曲した楽曲のセルフカバー。障害を持った子供の一人称で書いた曲[1]。
12. アシタもしもキミがいない…
  - 11thシングル。
13. 向日葵
  - 子供を殺してしまった母親について歌[2]。